# Peter Pan (Schiff, 2022)
Die Peter Pan ist eine Ro-Pax-Fähre der Reederei TT-Line. Sie ist zusammen mit ihrem 2022 in Dienst gestellten Schwesterschiff Nils Holgersson die größte mit Flüssiggas betriebene Fähre der Welt.

## Geschichte
Die TT-Line bestellte die Fähre im Juli 2018 bei der chinesischen Werft Jiangsu Jinling. Die Kiellegung erfolge am 18. Dezember 2020, der Stapellauf am 11. Juli 2021. Am 28. November 2022 wurde die Fähre durch die Werft an den Auftraggeber TT-Line übergeben. Ende Januar 2023 wurde das Schiff in den Liniendienst der TT-Line integriert.

## Technische Beschreibung
Das Schiff verfügt über vier Hauptmaschinen mit insgesamt 29.400 kW Leistung. Die beiden Verstellpropeller werden von je einem Motor des Typs MAN 6L51/60DF und einem des Typs MAN 8L51/60DF angetrieben. Zusätzlich wurden drei Bugstrahlruder mit jeweils 2.500 kW Leistung verbaut.
Als Kraftstoff soll vorrangig Flüssigerdgas (LNG) verwendet werden. Es wird in zwei 500 m³ großen Tanks gelagert, die auf Deck 1 untergebracht sind. Sie können das Schiff bis zu 14 Tage mit LNG versorgen. Es kann jedoch auch mit Dieselkraftstoff betrieben werden.
Das Schiff weist 4000 Lademeter Stellfläche für Fahrzeuge auf, die auf vier Decks verteilt ist. Die nutzbare Höhe der Decks beträgt 4,7 m. An Bord stehen 150 Stromanschlüsse für Trailer mit temperaturgeführter Ladung bereit. Die Passagierkapazität beträgt rund 800 Personen.